# Sybra biguttula
Sybra biguttula är en skalbaggsart. Sybra biguttula ingår i släktet Sybra och familjen långhorningar.

## Underarter
Arten delas in i följande underarter:
- S. b. biguttula
- S. b. samarensis